# Marco Marra
Marco Marra (Cellino San Marco, 4 novembre 1968) è un autore televisivo, conduttore televisivo e regista italiano.
Ideatore e conduttore di Stelle nere, programma di Rai 3 che racconta, con l’ausilio del romanzo grafico, celebri casi di cronaca nera. Attualmente, sulla stessa rete, conduce "La mia passione", programma di interviste a personaggi prevalentemente, ma non solo, del mondo musicale.

## Biografia
Dopo aver ottenuto la maturità scientifica a Lecce, si trasferisce a Roma dove si laurea in filosofia all’Università la Sapienza discutendo una tesi su "Logica ed estetica in John Dewey), relatore il semiologo Emilio Garroni. Supera il concorso di dottorato in estetica presso l'Università di Bologna, ma abbandona i propositi di carriera accademica.
Approdato in Tv dopo una breve esperienza nel giornalismo della carta stampata e del Web (Avvenimenti e Liberazione, TvZoom con Nanni Balestrini), nel 2002 inizia in Rai una duratura collaborazione con Giovanni Minoli; con il suo gruppo è stato tra i fondatori del programma "La Storia siamo Noi".
Firma e cura in quegli anni documentari che raccontano la storia d'Italia, soprattutto quella degli anni della strategia della tensione ("Il Golpe borghese. Storia di un'inchiesta", "Sulla Fronte. Ritratto di Giorgio Almirante"), e la vita di significativi personaggi dello spettacolo italiano (Gabriella Ferri, Patty Pravo, Rino Gaetano).
Nel 2014 approda a Rai 3 (direzione Andrea Vianello) in qualità di narratore e autore con il format originale da lui ideato di Stelle Nere. Il programma prosegue per tre stagioni consecutive quando viene interrotto dall'arrivo di Daria Bignardi alla direzione della rete nel 2016.
Nell'autunno del 2016 realizza due speciali dedicati al Rischiatutto di Mike Bongiorno in occasione della riedizione dello storico programma a conduzione Fabio Fazio.
Nel 2017 propone, sempre per Rai 3, un miniciclo di tre puntate, "Il mio Sanremo", dove si racconta il Festival della canzone italiana attraverso le interviste a tre protagonisti della manifestazione canora: Enrico Ruggeri, Simone Cristicchi, Antonella Ruggiero.
Nell'autunno dello stesso anno è in palinsesto su Rai 3 con un nuovo format: "La mia passione" (ideale proseguimento dell'esperimento de "Il mio Sanremo").
La mia passione è un programma di interviste che ha l'intento di raccontare vite che hanno al centro una passione. Benché inizialmente orientato all'esplorazione di differenti campi (musica, politica, spettacolo) nelle successive edizioni il focus si è spostato sempre più verso la musica.
Dalla seconda edizione (estate 2018) La mia passione vede il ritorno in video di Marco Marra.
Marra ha collaborato all'edizione di Altra Storia del 2003, programma in onda su la7 e condotto da Pierluigi Battista con Paolo Mieli, firmando due puntate della stagione.
Si è cimentato inoltre come autore teatrale scrivendo il soggetto e, insieme a Marco Calvani, il testo di "Unghie", monologo composto per Monica Scattini nel 2011, ultima performance teatrale dell'attrice prima della sua prematura scomparsa. Tradotto in spagnolo il testo è stato messo in scena a Madrid con il titolo di "A modo mio" nel 2012. 